# HD 125835
HD 125835，又名CP-67 2574，SAO 252735、HR 5379，是一颗恒星，视星等为5.61，位于銀經311.48，銀緯-6.89，其B1900.0坐标为赤經14h 16m 48.5s，赤緯-67° -6.89′ 25″。